# Cassini Regio

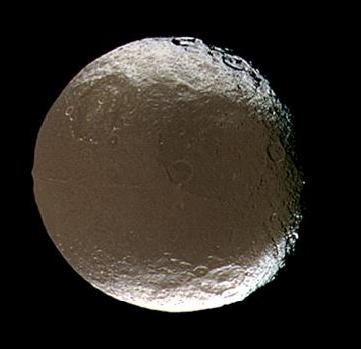
Cassini Regio je tmavá oblast měsíce Iapetus. Světlá oblast dole je část Saragossa Terra, nahoře pak Roncevaux Terra. Uprostřed v rovníkové oblasti je patrný rovníkový horský hřbet.

Cassini Regio je tmavá oblast na západní polokouli Saturnova měsíce Iapetus. Výrazný rozdíl v albedu (schopnost povrchu těles odrážet světlo) obou polokoulí je charakteristickým rysem Iapeta.

## Popis
Cassini Regio se rozkládá na západní polokouli měsíce, zatímco na východní se nacházejí oblasti Saragossa Terra (na jih od rovníku) a Roncevaux Terra (na sever od rovníku). Tyto světlé „pevninské“ oblasti se od sebe mírně liší zabarvením, Saragossa Terra má na rozdíl od Roncevaux Terra lehce načervenalou barvu.
Nomenklatura objektů na Iapetu čerpá z francouzských chansons de geste, konkrétně z Písně o Rolandovi, avšak Cassini Regio je výjimkou – je pojmenována po objeviteli měsíce Iapetus, francouzsko-italském astronomovi Giovannim Domenicu Cassinim. Název byl schválen Mezinárodní astronomickou unií v roce 1982. Krátery v Cassini Regio (stejně jako ty, které se nacházejí v hraniční zóně, ale mají tmavé dno) jsou pojmenovány po záporných postavách Písně o Rolandovi - Saracénech. Krátery na světlé části Iapeta mají jména podle kladných postav – Franků a jejich spojenců.
Regio Cassini, stejně jako zbytek Iapetova povrchu, je poseta krátery. Leží zde i největší impaktní kráter (nebo spíše pánev) Abisme s průměrem 770 km. Další velké krátery jsou 580 kilometrů široký Turgis, Falsaron (420 km) a Malprimis (380 km).
Podél rovníku Iapeta se táhne pohoří – rovníkový horský hřbet široký až 20 km a vysoký až 13 km (ve světlé oblasti je reprezentován pouze jednotlivými vrcholy). Část tohoto hřebene, která leží v oblasti Cassini, je ovšem také značně nesouvislá. Tři jeho úseky dostaly svá vlastní jména (na počest měst a pevností zmíněných v Písni o Rolandovi): Carcassonne Montes (740 km dlouhé), Toledo Montes (1 100 km) a Tortelosa Montes (290 km). Jména jsou dána i některým jednotlivým vrcholům těchto úseků rovníkového hřbetu: v pohoří Carcassonne se nachází Cordova Mons, Sorence Mons a Haltile Mons; v pohoří Toledo pak Gayne Mons a Valterne Mons. Navíc na východ od pohoří Tortelosa (které nemá žádné pojmenované vrcholy) se nachází izolovaná hora Seville Mons.
Barva světlé části měsíce se zdá být blízká své původní barvě, neboť Iapetus je složen převážně z vodního ledu (a z menší části z hornin). Takovým tělesům se někdy říká "špinavá sněhová koule".

Rozdíl v albedu mezi Iapetovými hemisférami zůstával záhadou po tři staletí. Nejpravděpodobnější vysvětlení je, že hlavní příčinou rozdílu v albedu je tmavý prach, který tvoří na povrchu obal o tloušťce několika desítek centimetrů a usazuje se především na přední polokouli Iapeta. Tento prachový materiál je s největší pravděpodobností posbírán z retrográdně se pohybujících vzdálených satelitů Saturnu, zřejmě z Phoebe). Samotné usazování prachu však nedokáže vysvětlit ostrý přechod ze světlých do tmavých oblastí a zakřivení hranice mezi světlými a tmavými oblastmi. Ten může vysvětlit hypotéza, že prašnost povrchu vede k pohybu ledu. Protože přední polokoule je více pokryta prachem, je také více zahřívána slunečním zářením. V důsledku toho se odtud sublimuje led, který následně kondenzuje/desublimuje v chladnějších oblastech – světlé polokouli a polárních oblastech.
Další hypotézou o původu tmavého materiálu je, že se jedná o následek kryovulkanismu.